# Pierre du Calvet
Pour les articles homonymes, voir Calvet.
Pierre du Calvet, né en à Caussade (France) en 1735 et disparu en mer le 28 mars 1786, est un commerçant et juge de paix montréalais. 
Huguenot, du Calvet fuit les persécutions religieuses et immigre à Québec en 1758, où il souhaite faire du commerce. Dans le contexte de la guerre de la Conquête, alors en cours, il est plutôt appelé à mener diverses missions en Acadie afin de ravitailler la population. Souhaitant retourner en France après la capitulation de Montréal en septembre 1760, du Calvet doit retarder son départ à la demande du gouverneur James Murray afin de s'occuper des Acadiens. Il choisit finalement de s'installer à demeure à Montréal en 1762 et de mettre sur pied un commerce d'exportation. 
En 1766, le gouverneur Murray le nomme juge de paix à la nouvelle Cour des plaids communs dans le district de Montréal. En 1769, il soumet au nouveau gouverneur Guy Carleton un projet de réforme visant l’administration de la justice dans la Province de Québec. Il dénonce en même temps l’attitude de certains collègues juges, s’attirant par là quelques ennemis, dont son voisin le juge John Fraser. Du Calvet continue de demander des réformes dans le nouveau journal de Fleury Mesplet et Valentin Jautard, La Gazette du commerce et littéraire, pour la ville et district de Montréal. 
Profitant de rumeurs de sympathies de du Calvet avec les colonies rebelles et d'avoir fourni des vivres à l'armée de Benedict Arnold pendant l'invasion américaine, il est prisonnier politique sous le gouvernement de Frederick Haldimand. Réclamant en vain un procès, du Calvet devra patienter jusqu'à la fin de la guerre. Il est élargi en 1783 sans qu'un acte officiel ne lui soit communiqué. Il aura passé 948 jours, du 29 septembre 1780 au 2 mai 1783, en prison. 
Libéré, du Calvet se rend à Londres pour demander réparations et le rappel du gouverneur Haldimand. Il n'y trouve pas de personnes prêtes à entendre ses récriminations. En 1784, il décide donc de publier Appel à la justice de l'État dans lequel se trouve un « Épître aux Canadiens » où il brosse un portrait négatif du gouvernement d'Haldimand et, plus largement, où il interpelle ses compatriotes sur une réforme constitutionnelle. Du Calvet disparaît toutefois en mer lors d’une tempête peu après, l'empêchant du même coup d'intenter un procès à Haldimand.

## Biographie

### Famille
Pierre du Calvet naît à l'été de 1735 à Caussade dans l'ancienne province française de Guyenne (aujourd'hui dans le département de Tarn-et-Garonne). Il est l'aîné de cinq enfants de Pierre Calvet et Anne Boudet. Son père, de confession calviniste, fait baptiser ses enfants à l'Église catholique. Il leur transmet cependant la foi protestante. Un ancêtre, François Calvet, était monté sur l'échafaud le 23 juin 1563 pour avoir introduit la Réforme à Montauban. La famille est dite de souche noble et possède un domaine à Montalzat, au nord de Toulouse.

### Éducation
Pierre du Calvet reçoit une éducation catholique sans jamais renoncer au calvinisme. D'après ses écrits, il apparaît clairement qu'il a étudié les humanités, le droit français, le droit des gens et la philosophie de son siècle, celle des Lumières. Son Appel à la justice de l'État cite de long extraits de Pufendorf, Gratien, Grotius, Locke et Machiavel.

### Émigration en Nouvelle-France
Même si, depuis 1627, les huguenots sont officiellement interdits en Nouvelle-France, leur présence est tout de même tolérée jusqu’à la fin du Régime français. Plusieurs viennent donc y commercer. Pierre du Calvet est attiré par la colonie alors qu'il est au début de la vingtaine. Un cousin par alliance, un certain Guireaud, lui fournit le capital nécessaire à l'achat de marchandises qu'il compte échanger en Nouvelle-France. Du Calvet s'embarque pour Québec à bord du navire marchand Le Lion qui quitte Bordeaux en avril 1758. Son bateau fait toutefois naufrage à 100 milles de sa destination ; la cargaison est perdue alors qu'il arrive dans la capitale vers la mi-juin.

#### Missions en Acadie

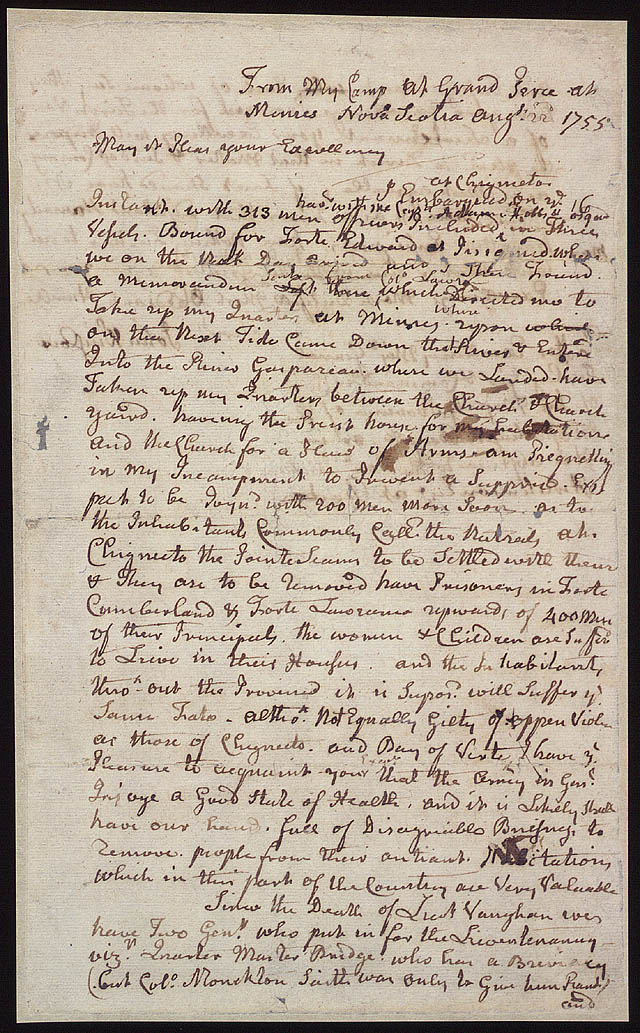
Les Acadiens sont déportés à compter de 1755.

En juillet 1758, le jeune du Calvet accepte le poste de garde-magasin à Miramichi et à Restigouche en Acadie. Il est chargé de pourvoir au besoin de trois à quatre mille Acadiens déportés par le gouvernement britannique en 1755 et se trouvant, depuis, dans une situation de grande détresse. Il y sera jusqu'à l'automne 1759.
À l'été 1759, lui et l'officier Jean-François Bourdon de Dombourg sont chargés de transférer des prisonniers de guerre britanniques à Halifax. Le lieutenant William Cæsar McCormick lui écrira une lettre d'appréciation, datée du 28 août, pour le bon traitement des quelque trente prisonniers qu'il a eus sous sa garde.
Du Calvet se rend par la suite à Montréal après avoir appris, en passant par Québec, que le gouverneur Vaudreuil et l'état-major de l'armée française s'y trouvaient à la suite de la capitulation de la capitale le 18 septembre 1759. Il demeure à Montréal jusqu'en janvier 1760.
Il est ensuite à nouveau chargé d'une mission en Acadie, cette fois pour recenser la population déportée et dresser un état de situation de la région. Du Calvet quitte Montréal le 18 janvier à la tête d'un groupe d'environ 60 Acadiens et de quelques guides autochtones. Avec lui se trouve le commandant en chef de l'Acadie française, Charles Deschamps de Boishébert. À son retour, il est presque aussitôt envoyé à Sainte-Foy pour la dernière bataille importante entre les armées française et britannique de la guerre de la Conquête. Il part pour Québec le 20 avril, accompagnant l'expédition que commande le chevalier de Lévis. Dans une lettre à son père datée du 28 juin, du Calvet fait le récit de cette bataille et du siège qui s'ensuit : « Nous avons couru de très grands risques, tant pour les fatigues d'un long voyage ayant toujours la raquette aux pieds, que pour celles de différents détachements anglais supérieurs aux nôtres qui se sont opposés plusieurs fois à notre passage ». Le siège est levé le 16 mai et du Calvet rentre à Montréal avec l'armée.

### Commerçant et juge de paix après la Conquête
Après la capitulation de la Nouvelle-France, le 8 septembre 1760, il reste à Montréal. C'est au cours de l'hiver qu'il retrouve le lieutenant britannique William Cæsar McCormick qui le recommande au général Jeffrey Amherst. Du Calvet est alors déterminé à retourner en Europe et doit par conséquent se rendre à Québec pour obtenir un passeport du gouverneur James Murray, mais pas sans avoir d'abord obtenu un passeport du gouverneur Thomas Gage l'autorisant à quitter le district de Montréal. Le gouverneur Murray demande cependant à du Calvet de retarder son départ afin de s'occuper du problème des Acadiens qui menaçaient d’intercepter des navires marchands britanniques dans le golfe Saint-Laurent. Du Calvet doit de plus dénombrer les Acadiens et les faire transporter à Québec. Cette dernière mission, qu'il accepte, l'occupe de juillet à octobre 1761.
En janvier 1762, il s'installe à Montréal où il met enfin sur pied un commerce d'exportation qui devient rapidement prospère. Il exporte du blé et des pelleteries qu'il charge à bord des navires marchands de la compagnie Watson & Rashleigh (Brook Watson et Robert Rashleigh) à destination de l'Angleterre et de l'Espagne. Il importe en échange diverses marchandises d'Europe telles des spiritueux et des produits d'usage domestique. Entre 1772 et 1776, il exporte environ 35 000 minots de blé, 800 minots de pois et des pelleteries tout en important de grandes quantités de marchandises qu'il écoule dans le district de Montréal.
En 1763, il apprend la mort d'un de ses oncles établi en Caroline du Sud et deux mois plus tard celle de son père en France. À l'été 1764, il quitte la province de Québec pour Londres, où doit se régler la succession de son oncle. Il passe ensuite en France pour y vendre le domaine familial de Montalzat et n'est de retour chez lui à Montréal qu'en juin 1766. Durant son absence, Jean Dumas-Saint-Martin et Pierre Jussaume dit Saint-Pierre sont responsables de ses affaires.
Durant ce long voyage en Europe, il se fait plusieurs contacts dans le monde anglo-saxon. Même si son anglais est déficient, il est bien accueilli un peu partout, aidé de précieuses lettres de recommandations du gouverneur Murray. Il rencontre entre autres le frère de celui-ci, Lord Ellibonk, qui réside à Greenock en Écosse. À Londres, il s'entretient avec George Montagu-Dunk, 2e Comte d'Halifax, secrétaire d’État pour le département du Sud.
À Paris, il débarque muni de lettres de recommandations pour le comte Hertford, ambassadeur britannique en France et son secrétaire, David Hume, le philosophe déjà célèbre, qui intercèdent tous deux auprès du comte de Saint Florentin. Cet appui lui est nécessaire pour assurer la liquidation de sa succession car il est protestant et les lois françaises lui sont défavorables. En janvier 1766, l'affaire étant enfin réglée, il retourne à Londres. Au printemps, il s'embarque pour Québec à bord du vaisseau nommé General Conway.
Le 23 juin 1766, le gouverneur Murray le nomme juge de paix à la nouvelle Cour des plaids communs dans le district de Montréal. En novembre, il quitte à nouveau la colonie pour des affaires commerciales en Angleterre et ne revient finalement qu'en avril 1767, appelé par son devoir de juge de paix.
Du Calvet semble mettre un grand zèle dans l'exercice de ses responsabilités publiques et s'attire bientôt l'éloge du juge en chef de la province William Hey. Il traite un très grand volume de causes et n'exige pas d'honoraires en retour.
En 1769, il soumet au nouveau gouverneur Guy Carleton un projet de réforme visant  l’administration de la justice dans la Province de Québec. Une ordonnance, promulguée le 1er février 1770 par Carleton, vise à révoquer tous pouvoirs aux juges de paix en matières de propriété. Du Calvet se montre toutefois déçu que les juges de paix dont la conduite a été exemplaire soit compris dans cette ordonnance.
Du Calvet prône davantage de réformes. Il rédige un certain nombre de lettres qui sont publiées dans la Gazette de Québec. Le 4 février, il détaille ses idées de réforme dans Mémoire sur l'administration de la justice. Il n'hésite pas à y dénoncer ses collègues. Ainsi, les juges Jean Cuthbert, Samuel Mather et même le juge en chef William Hey n'échappe pas à sa plume. Le 28 octobre 1770, il soumet au secrétaire d'État des Colonies américaines, Wills Hill, comte de Hillsborough, un document intitulé Mémoire sur la forme judiciaire actuelle de la Province de Québec. Il y dénonce notamment les trop grands pouvoirs donnés aux juges de paix.

### Mariage

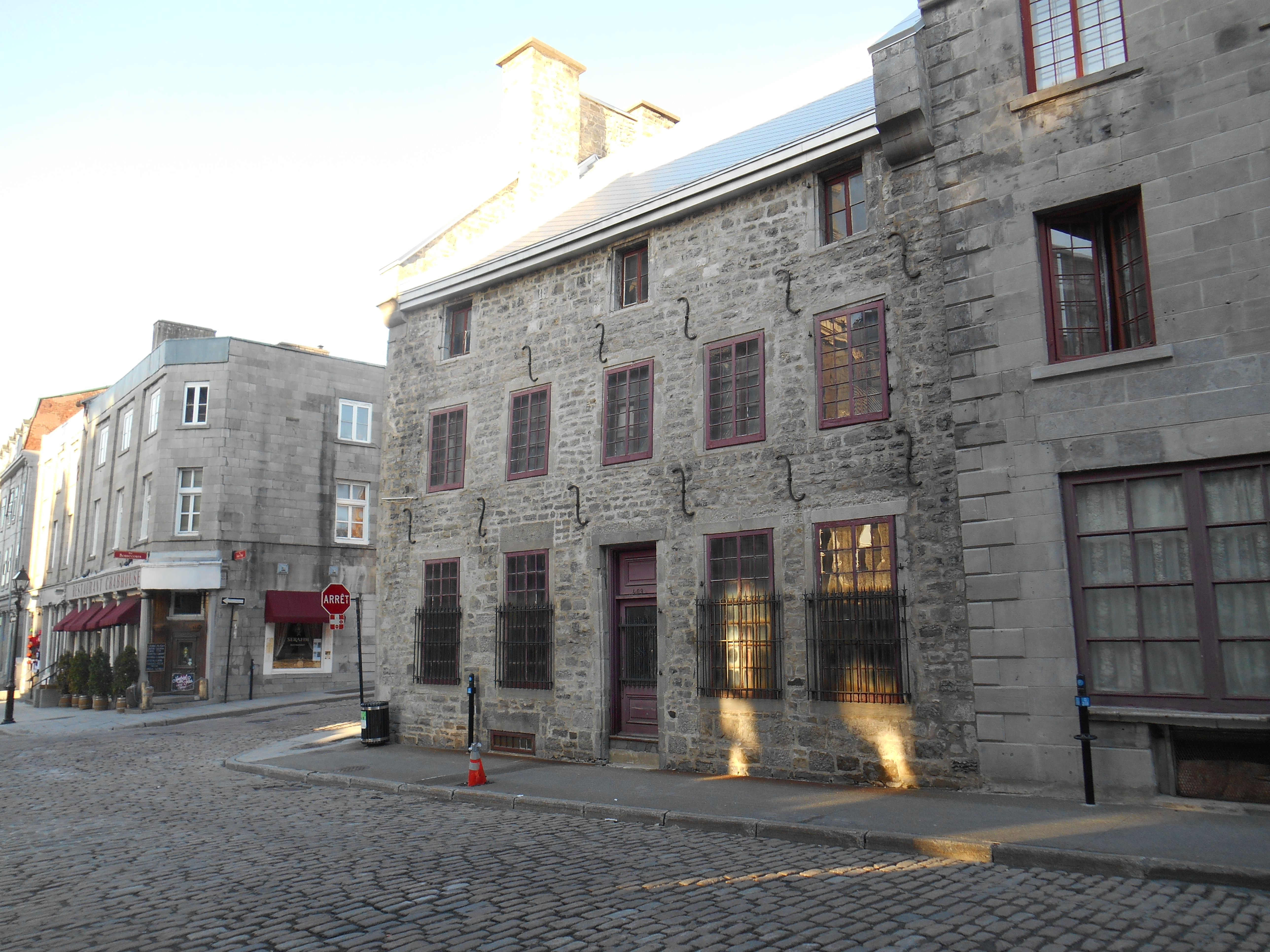
La famille du Calvet habite cette maison sur la rue Saint-Paul.

Le 3 octobre 1771, à l'âge de 36 ans, il épouse Marie-Louise Jussaume à la Christ Church à Montréal. Âgée de 20 ans, elle est la fille de son ami Pierre Jussaume dit Saint-Pierre et de Marie-Louise Brulé-Jussaume. Le nouveau couple s'installe dans une maison située au coin des rues Saint-Paul et Bonsecours à Montréal. Un premier enfant, un garçon, naît le 7 juillet 1772. Le petit Jean-Pierre meurt le 31 août suivant. Le 8 novembre 1773, Marie-Louise accouche d'un deuxième garçon, prénommé John, en l'honneur du parrain Jean Dumas Saint-Pierre. Il sera plus tard appelé Jean-Pierre, puis Pierre. Le couple a un troisième garçon qui naît le 16 octobre 1774. Il est nommé Guy, en l'honneur de son parrain le gouverneur Guy Carleton. Tristement, ce troisième enfant meurt le 11 mai, après un hiver trop difficile. La mère le rejoint dans la tombe en décembre de la même année.

### Les problèmes avec ses confrères
Sa dénonciation publique des abus de justice de la part de certains juges parmi ses collègues lui attire à la fois des amis et des ennemis. Ses actions en vue d'une amélioration du système d'administration de la justice sont louées par le gouverneur Carleton, le procureur général Francis Maseres et le juge en chef William Hey. Il se met cependant à dos quelques-uns de ses confrères de magistrature, dont son voisin John Fraser, ainsi qu'Edward Southouse et René-Ovide Hertel de Rouville.
John Fraser, capitaine du 60e régiment royal britannique, est devenu juge de paix en 1765, peu de temps après avoir été acquitté, faute de preuve, dans une cause de violence l'impliquant lui et le marchand Thomas Walker, ami de du Calvet. Le 6 septembre 1764, Walker perdit une oreille lors d'une attaque menée contre sa personne. Selon du Calvet, John Fraser entretient de l'animosité envers lui à compter de cette période.

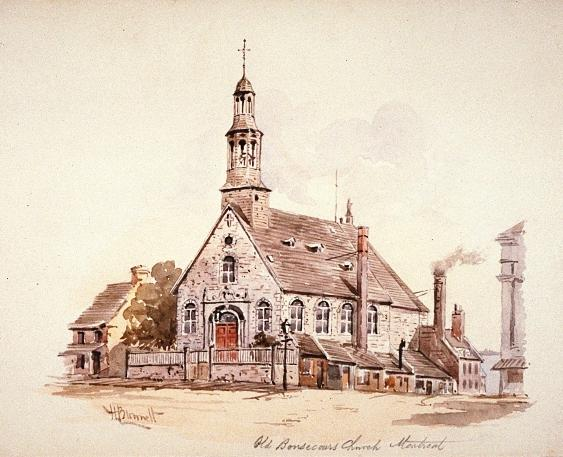
Fraser et du Calvet habitent non loin de l'église Bonsecours sur la rue Saint-Paul à Montréal.

Du Calvet rapporte même que Fraser l'aurait personnellement menacé en disant: « un juge à paix a eu l'oreille coupée, on coupera bientôt la langue à un autre ». Le 29 juin 1771, Fraser et du Calvet se battent à coups de poing devant leurs maisons de la rue Saint-Paul. S'ensuivent aussi plusieurs incidents perpétrés par des soldats, qui s'en prennent à la maison de du Calvet le 30 octobre 1771.
Du Calvet poursuit ses activités et acquiert la seigneurie de la Rivière-David (Rivière-aux-Étangs) le 3 mars 1774. Depuis l'adoption de l'Acte de Québec, il n'exerce cependant plus de charge de juge de paix.

### Guerre d'indépendance américaine
La relation entre l'Angleterre et ses colonies américaines se détériore durant la période qui suit  la Conquête britannique du Canada. Endettée à la suite de la guerre, la métropole anglaise adopte une série de lois commerciales visant à renflouer ses coffres. Les décisions de Londres ne plaisent guère aux colonies américaines qui avaient joui jusqu'alors de la liberté de se taxer elles-mêmes via leurs propres parlements. Aux Sugar Act (1764), Stamp Act (1765), Townshend Act (1767), Tea Act (1773) vinrent s'ajouter, en 1774, l'Acte de Québec.
En réponse à ces lois jugées intolérables, le premier Congrès continental rédige, le 26 octobre 1774, une lettre qu'il adresse aux habitants de la province de Québec. Traduite en français par Fleury Mesplet, elle est distribuée dans certaines villes, dont Montréal.

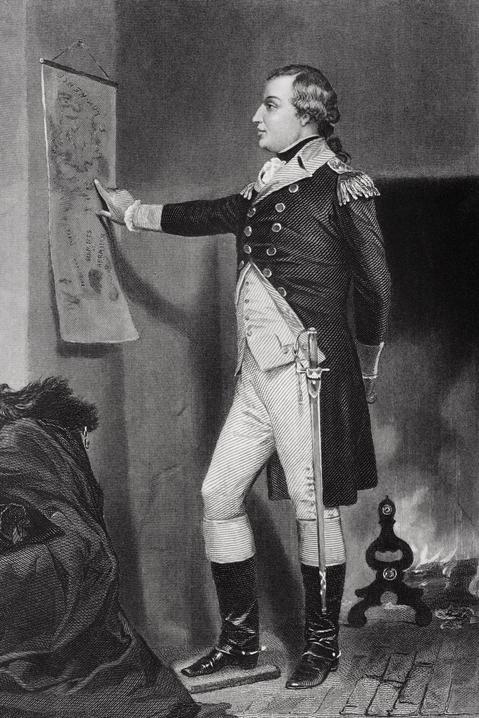
Richard Montgomery s'empare de Montréal le 12 novembre 1775.

Entre-temps, dans un climat de haute suspicion, du Calvet est bientôt accusé de sympathiser avec les colonies rebelles. Joseph Simon Léonard, sergent de milice à Pointe-aux-Trembles, met du Calvet en accusation. Le 6 octobre 1774, un tribunal entend la cause mais dès le 9 octobre, un jury rejette l'accusation.
Le Congrès envoie deux armées d'invasion au Québec, l'une vers Montréal l'autre vers Québec. Richard Montgomery atteint Montréal avec son armée au mois de novembre 1775. Un comité de citoyens, dont font partie Pierre du Calvet et d'autres notables de Montréal, les accueille. La ville capitule sans combat le 12 novembre. Pierre du Calvet fait également partie des quelque cent signataires de la lettre d'appui au Congrès continental rédigée par Valentin Jautard le 14 novembre.
La seconde armée du Congrès, dirigée par Benedict Arnold, n'atteint Québec que le 11 novembre, au terme d'une expédition plus difficile que prévu. Réalisant que ses troupes sont insuffisantes, il demande les renforts de Montgomery. Le 31 décembre 1775, les deux armées du Congrès continental subissent la défaite à Québec. Montgomery meurt au combat. Après cet échec, les armées retournent à Montréal et à New York.
À partir du 20 janvier 1776, un corps de miliciens, le Congress' Own est levé à Montréal et dirigé par Moses Hazen. Le 6 mai 1776, les renforts britanniques commandés par John Burgoyne arrivent à Québec. À la suite de la défaite de ses troupes à Trois-Rivières le 8 juin, Benedict Arnold abandonne finalement Montréal le 15 du même mois.

### Le gouverneur Haldimand
Au printemps 1777, le gouverneur Guy Carleton demande son rappel. Lord George Germain, secrétaire d’État aux Colonies américaines, nomme Frederick Haldimand, vétéran de la guerre de la Conquête et ancien gouverneur militaire des Trois-Rivières, pour le remplacer. Haldimand ne débarque à Québec que le 26 juin 1778.

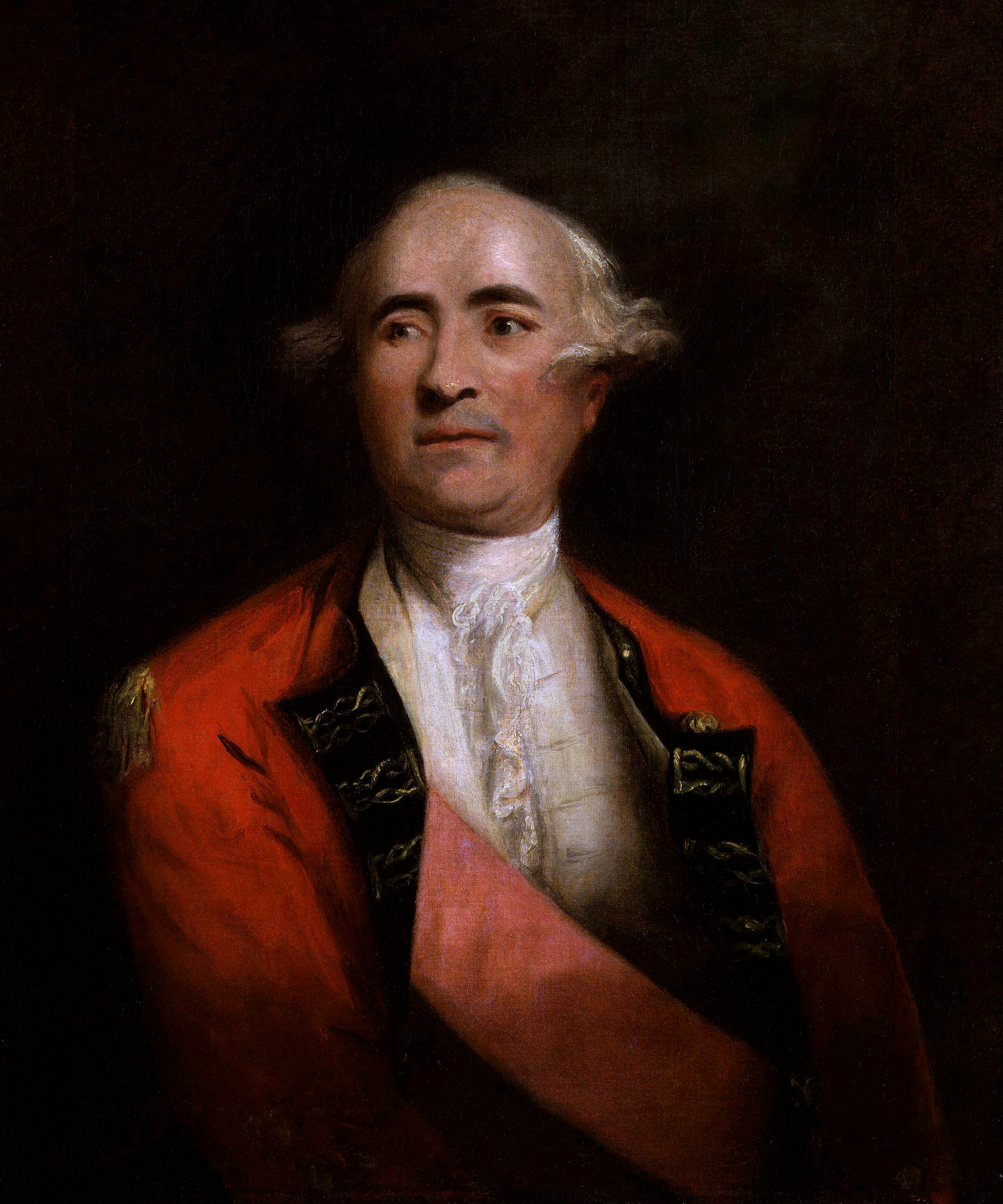
Frederick Haldimand fait emprisonner du Calvet.

Quelques semaines auparavant, en mai 1778, Fleury Mesplet, imprimeur des lettres du Congrès continental envoyées aux habitants du Québec, reste à Montréal et fonde La Gazette du commerce et littéraire, pour la ville et district de Montréal, premier journal de la ville. Mesplet et Jautard partagent plusieurs des idées de du Calvet. C'est donc sans surprise que Pierre du Calvet se sert de ce journal pour dénoncer les abus du système de justice dont il est témoin. Valentin Jautard échange plusieurs lettres avec lui entre avril et juin 1779 dans les pages de la gazette. Le 26 mai, du Calvet y publie un article prenant à partie deux juges de la Cour des plaids communs, Edward Southouse et René-Ovide Hertel de Rouville. Ce dernier porte plainte le lendemain au gouverneur Haldimand, dénonçant ces « écrits subversifs » et « déportements de ces hommes insolents ». Le 2 juin, Valentin Jautard fait paraître l'article « Tant pis, Tant mieux » dans lequel il fait allusion à du Calvet: 
« Plusieurs n'approuvent pas que Pierre du Calvet écuyer, ait mis à jour tant de vérités qui n'étaient pas connues, et il est blâmé d'avoir tout dit, Tant pis! Mais ses intérêts particuliers et le bien public l'ont obligé à le faire, et toutes ses démarches ont procuré l'avantage qu'il en attendait, Tant mieux! »
James Monk, procureur général, poursuit du Calvet pour libelle. Il est finalement acquitté. Jautard et Mesplet ont pour leur part été emprisonnés sans procès. Ils ne sont pas les seuls à être emprisonnés sur ordre du gouverneur Haldimand. Ce sera aussi le cas de Pierre de Sales Laterrière de 1779 à 1782.

### Prisonnier politique
On le soupçonne d'avoir sympathisé avec les rebelles et fourni des vivres à l'armée de Benedict Arnold pendant l'invasion américaine. Les preuves – essentiellement trois lettres adressées au général Washington, au marquis de La Fayette et aux membres du Congrès de Philadelphie – sont toutefois peu convaincantes.
Surveillé à partir du printemps, le 27 septembre 1780, le brigadier général Allan Maclean procède à l'arrestation de du Calvet à Pointe-du-Lac sans demander au préalable l'autorisation d'Haldimand. Il est amené à Québec où il sera incarcéré pendant 3 ans (948 jours), du 29 septembre 1780 au 2 mai 1783. Dès le premier jour de son arrestation, il n'a de cesse de clamer son innocence, demande d'« être instruit de la cause et des raisons » de son arrestation et un procès légal. Il écrit à plusieurs reprises à Haldimand à ce sujet, en vain. D'abord emprisonné à bord du Canceaux, du 3 au 14 octobre, il est ensuite transféré dans une prison militaire (une ancienne écurie).

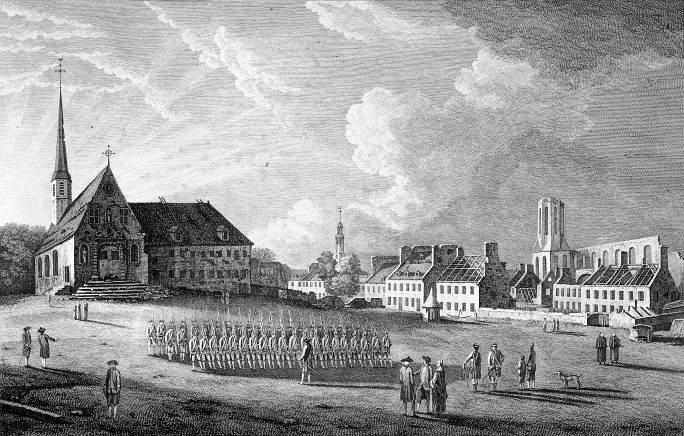
Après avoir été emprisonné à bord du Canceaux puis dans une ancienne écurie, Du Calvet est transféré au couvent des Récollets à Québec.

Le 5 décembre 1780, Haldimand accepte, faute de preuves, la demande de libération de du Calvet que lui soumet le conseiller législatif François Lévesque. Il revient cependant sur sa décision le lendemain puisque du Calvet a entre-temps rédigé une lettre vitriolique au gouverneur. Il y écrit: « Je vous ai réitéré et écrit diverses fois que je n'avais rien fait en aucune manière pour m'être attiré la dureté avec laquelle vous me maltraitez et pour vous en donner de preuves authentiques je vous ai demandé de me prescrire ce que vous désiriez de moi, que j'étais prêt à le suivre, mais vous avez gardé le silence ». Le 13 décembre, du Calvet est transféré dans le couvent des Récollets, transformé en prison, à Québec. Il est placé sous la garde du père Félix de Berey, qui le persécute, selon ses dires, pendant plus de deux ans. Il ne baisse pas les bras durant son incarcération. Le 10 octobre 1781, il écrit Requête au Roi d'Angleterre. Son beau-frère, Louis Jussaume, se rend même à Londres pour faire entendre sa cause. Rien n'y fait.
Il n'y a plus de juge en chef dans la colonie depuis le départ de Peter Livius en 1778 et l'arrivée de William Smith en 1786 et, par crainte d'une autre invasion américaine, le gouverneur Haldimand a même suspendu l’habeas corpus. Du Calvet devra patienter jusqu'à la fin de la guerre. Le 2 mai 1783, il apprend son élargissement sans qu'un acte officiel ne lui soit communiqué. L'habeas corpus et le droit au procès devant jury sont pour leur part rétablis.

### Appel à la justice de l'État
Sorti de prison, du Calvet quitte le continent à destination de Londres avec son fils où il entend demander réparations et le rappel du gouverneur Haldimand. « Je pars pour ne pas rester esclave ou être égorgé chez moi. Je pars avec mon enfant pour toute fortune pour ne pas le laisser exposé à être la victime de l'inéquité qu'on exerce ici », écrira-t-il. Ils arrivent tous deux à Londres le 22 septembre 1783. Du Calvet rencontre James Fox, leader de l'opposition, et fait des représentations auprès de Lord North quant à sa « détention indigne ». Il se rend ensuite rencontrer La Fayette et Benjamin Franklin à Paris. Le 8 novembre, de retour à Londres, il insiste sur la suspension de l'habeas corpus, un principe cher aux Anglais, durant le gouvernement Haldimand.

Ses démarches demeurant infructueuses, il fait publier, en mars 1784, un factum juridique intitulé The Case of Peter du Calvet et destiné à faire connaître sa cause à Londres et à servir de document légal pour ses avocats. Il reçoit l'aide de Francis Maseres, ancien procureur général, et de Peter Livius, ancien juge en chef, de la Province de Québec, pour la rédaction de ce factum. Le document contient entre autres le récit détaillé de ses mésaventures avec le juge Fraser, son arrestation, sa séquestration, ses nombreuses lettres demandant qu'on lui fasse un procès devant jurés.
Travaillant à une version française, il emploie alors Pierre Roubaud comme secrétaire. Vivant chez lui, Roubaud note et transmet toutefois en secret à Haldimand les arguments et les documents que du Calvet veut utiliser dans sa poursuite contre lui. En juillet, du Calvet publie malgré tout Appel à la justice de l'État. Il s'agit d'un recueil  d'un peu plus de 300 pages regroupant une douzaine de lettres (au roi et au prince de Galles entre autres) et des pétitions. Son « Épître aux Canadiens » interpelle ses compatriotes. Du Calvet fait le portrait du gouvernement « tyrannique » d'Haldimand et plus largement, il demande une réforme constitutionnelle. « Ma cause est celle de la province de Québec, comme celle de la province de Québec est la mienne », soutient-il. Or,
« L'infortunée province de Québec a été le théâtre où elle a éclaté avec audace, à la terreur de tous ses habitants. Le despotisme dans le cœur, et un sceptre de fer à la main, le général Haldimand n'y gouverne pas, mais il y gourmande les peuples en esclaves ».
Il développe en onze points un plan de gouvernement destiné à munir les Canadiens de leurs droits de sujets britanniques: maintien des lois civiles françaises, « réinstauration de la loi de l’Habeas Corpus et des jugements par Jurés », rendre le gouverneur justiciable des lois de la province, instauration d’une assemblée législative, réforme du Conseil législatif (doubler le nombre des conseillers et le rendre partiellement électif), « entrée libre en Canada aux Prêtres Romains », nomination de six représentants de la colonie à la Chambre des Lords, naturalisation des Canadiens dans tout l'Empire britannique, rétablissement du Conseil supérieur comme tribunal judiciaire, formation d’un régiment canadien à deux bataillons, liberté de la presse, « institution de collèges pour l’éducation de la jeunesse » et appropriation des biens des jésuites pour le soutien d’« Écoles publiques, assorties à tous genres d’éducation ».
Pour financer son procès contre Haldimand, il a besoin d'argent. En 1785, il décide de traverser l'Atlantique afin de se rendre à Philadelphie et de recouvrer l'argent que lui doit le Congrès continental depuis dix ans, soit à l'époque de l'invasion du Canada en 1775. Il se présente en personne devant le Congrès continental afin de réclamer la somme qu'il croit lui être due. Il en recouvre seulement une partie.
Durant cette période, plusieurs voix commencent à réclamer une chambre d'assemblée dans la province. Des comités sont formés à cet effet à Québec et à Montréal. Ces comités lui rendent hommage après la publication de l'Appel à la justice de l'État. Quelques mois après la diffusion de son pamphlet politique, 2291 signataires (855 anciens sujets et 1436 nouveaux) envoient, le 24 novembre 1784, L'humble pétition des sujets anciens et nouveaux de Votre Majesté demandant une chambre d'Assemblée.

### Décès
Le 3 mars 1786, le Shelburne, un vieux navire espagnol battant maintenant pavillon anglais sur lequel il est embarqué quitte le port de New York mais est ramené sur la côte peu après par des vents contraires ; reparti le 15 mars suivant, il sombre le 28 mars au cours d'une tempête, emportant ses passagers, dont Du Calvet. Son fils, établi en Angleterre depuis août 1783 et à peine âgé de 12 ans, lui survit. Les dettes de du Calvet dépassant nettement les actifs, la maison de Montréal est saisie et vendue par un shérif en 1789.
Le sort en ayant décidé autrement, du Calvet n'a donc pas eu le temps d'intenter de procès à Haldimand. Ce dernier est toutefois remplacé à titre de gouverneur par Guy Carleton, devenu lord Dorchester, en 1786.

## Héritage politique
Louis-Joseph Papineau évoque brièvement sa mémoire lors d'une conférence en 1867. Comme bon nombre de personnes à l'époque, il connaissait bien l'histoire du procès qu'intenta du Calvet contre le gouverneur Haldimand et il est fort probable qu'il ait lu son Appel à la justice de l'État comme Papineau père l'avait fait.

En 1877, Louis Fréchette lui dédie un poème intitulé Du Calvet dans son recueil La Légende d'un peuple. Relatant en vers le récit de son histoire, il en fait un héros national, le « premier champion de nos luttes civiques ».
Alors on vit, devant le spectre au front hideux, 
Un homme se lever et crier :
― À nous deux !
C’était toi, Du Calvet, qui, méprisant la rage
Du despote, osait seul tenir tête à l’orage,
Et brandir, au-dessus de tous ces fronts étroits, 

À ton bras indigné la charte de nos droits.
Èva Circé-Côté dédie le chapitre V de son livre Papineau - Son influence sur la pensée canadienne à « celui qui inaugura la période la plus glorieuse de nos annales ». Elle écrit à son sujet: « Un qu'il faut restituer à l'histoire, c'est du Calvet, un huguenot, qui inaugura la période la plus glorieuse de nos annales. [...] Mais il partage avec Papineau l'honneur de ce silence éloquent dont on enveloppe comme d'un suaire ceux que l'on veut rouler dans le néant ».

## Chronologie
- 1735 - Naissance de Pierre Du Calvet à Caussade dans la province de Guyenne.
- 1758 - En avril, il s'embarque pour Québec à partir de Bordeaux.
- 1758 - En juin, il arrive à Québec.
- 1758 - En juillet, il se rend au port de Miramichi.
- 1759 - Le 28 août, il reçoit une lettre du lieutenant britannique William Caesar McCormick le remerciant d'avoir protégé les prisonniers britanniques.
- 1760 - Le 18 janvier, par ordre du gouverneur Vaudreuil, il accompagne le commandant Deschamps de Boishébert dans une mission visant à connaître l'état de l'Acadie, recenser la population acadienne et lui fournir des vivres.
- 1760 - Le 20 avril, il quitte Montréal avec l'armée commandée par François Gaston de Lévis qui se rend à Québec pour essayer de reprendre la ville tombée aux mains des Britanniques.
- 1760 - Le 16 mai, l'armée de Lévis est forcée de lever le siège de Québec.
- 1761 - Le 8 septembre, par ordre du général James Murray, Du Calvet est envoyé en mission pour convaincre les Acadiens de s'installer au Canada.
- 1761 - En octobre, il est de retour à Québec ; sa mission est accomplie avec succès.
- 1762 - En janvier, il lance un commerce d'importation à Montréal.
- 1763 - Décès de son oncle en Caroline du Sud et de son père en France.
- 1764 - À l'été, il quitte Québec en direction de l'Angleterre (Greenock, puis Londres).
- 1764 - Puis il quitte Londres pour la France.
- 1766 - En janvier, il quitte la France et retourne à Londres.
- 1766 - Au printemps, il s'embarque pour Québec à bord du General Conway.
- 1766 - En juin, il est de retour à Montréal.
- 1766 - Le 23 juin, le gouverneur Murray nomme Du Calvet juge de paix de la Cour des plaidoyers communs du district de Montréal.
- 1768 - Le 28 juin, le gouverneur quitte le Canada pour l'Angleterre.
- 1766 - En novembre, Du Calvet quitte Québec en direction de Londres pour des affaires commerciales.
- 1767 - En avril, il est de retour à Montréal.
- 1768 - Le 12 avril, Guy Carleton succède officiellement à James Murray au poste de capitaine général et de gouverneur en chef de l'Amérique du Nord britannique.
- 1769 - Du Calvet soumet un projet d'uniformisation des systèmes judiciaires français et britannique au gouverneur Carleton.
- 1770 - Le 1er février, le gouverneur Carleton promulgue de nouvelles mesures judiciaires qui ne satisferont pas Du Calvet.
- 1770 - Le 4 février, il fait parvenir au gouvernement colonial un document intitulé Mémoire sur l'administration de la justice.
- 1770 - Le 28 octobre, il soumet un document intitulé Mémoire sur la forme judiciaire actuelle de la Province de Québec à Lord Hillsborough, secrétaire d’État des Colonies américaines.
- 1771 - Le 3 octobre, il épouse Marie-Louise, fille de son ami Pierre Jusseaume à la Christ Church de Montréal.
- 1772 - Le 7 juillet, naissance de son premier fils, Jean-Pierre.
- 1772 - Le 31 août, son fils décède.
- 1773 - Le 8 novembre, naissance de son deuxième fils, Jean Dumas.
- 1774 - Le 16 octobre, naissance de son troisième fils, Guy.
- 1774 - En décembre, sa femme, Marie-Louise Du Calvet, décède à l'âge de 24 ans.
- 1775 - Le 11 mai, son fils Guy décède.
- 1775 - Les 7 et 9 octobre, il comparaît devant un jury de neuf commissaires sous l'accusation de sympathiser avec les rebelles américains. La preuve étant insuffisante, il est relâché.
- 1776 - En avril, il reçoit l'un des représentants de la délégation envoyée par le Congrès américain.
- 1778 - Le 26 juin, Frederick Haldimand arrive à Québec pour remplacer Guy Carleton au poste de gouverneur.
- 1779 - Le 26 mai, Du Calvet écrit des articles dans le journal de Fleury Mesplet prenant à partie deux juges de la Cour des plaids communs, Edward Southouse et René-Ovide Hertel de Rouville.
- 1779 - James Monk, procureur général, poursuit Du Calvet pour libelle.
- 1780 - Du Calvet, défendu par l'avocat William Dummer Powell, est acquitté.
- 1780 - Le 27 septembre, Du Calvet est arrêté puis incarcéré sans procès sur ordre de Allan Maclean général de brigade.
- 1780 - Le 6 décembre, Haldimand accepte la demande de libération de Du Calvet que lui soumet le conseiller législatif François Lévesque.
- 1783 - Le 2 mai, il sort de prison.
- 1783 - En octobre, à Paris, il rencontre Benjamin Franklin ambassadeur des États-Unis en France.
- 1784 - En mars, The case of Peter Du Calvet [...] est publié à Londres.
- 1784 - En juin, Appel à la justice de l’État [...] est publié à Londres.
- 1785 - En juin, il rencontre Benjamin Franklin une deuxième fois.
- 1785 - Par trois fois durant le mois de septembre, il se présente en personne devant le Congrès continental afin de réclamer la somme qu'il croit lui être dû.
- 1786 - Le 3 mars, le navire espagnol qui doit le transporter à Paris quitte le port de New York.
- 1786 - Le 15 mars, le navire sombre en mer.

## Mémoires et écrits
- Mémoire sur la forme judiciaire actuelle de la Province de Québec, Québec, 1770.
- Province de Québec, district de Montréal, Cour des plaidoyers communs, Brook Watson & Robert Rashleigh, négociants de Londres, stipulant pour eux, Pierre Panet, écuyer, fondé de leur procuration, demandeurs contre Pierre du calvet, de Montréal, écuyer, défendeur : défenses, 1778.
- Mémoire en réponse à l'écrit public, de Me Panet, fondé de procuration de Watson & Rasleigh de Londres, demandeurs, contre Pierre du Calvet de Montréal, écuyer, défendeur [...], Québec, 1779.
- The Case of Peter Du Calvet, Esq., of Montreal in the Province of Quebeck, containing, amongst other things worth notice, an account of the long and severe imprisonment he suffered in the said province [...], Londres, mars 1784 (écrit en collaboration avec Francis Maseres et Peter Livius).
- Appel à la justice de l’État ; ou recueil de lettres au roi, au prince de Galles, et aux ministres ; avec une lettre à messieurs les Canadiens, ..., Londres, juillet 1784.